# Kazimierz Funk
Kazimierz Funk, comunemente conosciuto come Casimir Funk (Varsavia, 23 febbraio 1884 – Albany (New York), 19 novembre 1967), è stato un chimico polacco naturalizzato statunitense, famoso per aver coniato la parola vitamine (1912), ad indicare sostanze che, pur essendo presenti in quantità minime negli alimenti, o già nello stesso organismo che le produce e le utilizza, sono indispensabili per il mantenimento delle attività vitali.

## Biografia
Kazimierz Funk nacque a Varsavia. Il padre era dermatologo e anche Kazimierz intraprese gli studi universitari. Nel 1904 all'età di vent'anni riuscì a conseguire la laurea presso l'università di Berna in Svizzera. In seguito lavorò presso l'Istituto Pasteur a Parigi, in Germania tra l'altro presso l'università di Berlino e a Londra.
Emigrò negli Stati Uniti nel 1915 e divenne cittadino americano nel 1920. Nel 1923 ritornò a Varsavia come direttore del dipartimento biochimico dell'istituto statale per l'igiene. Nel 1927 si trasferì a Parigi e divenne consulente farmaceutico per un'azienda privata. Nello stesso periodo fondò un'istituzione privata per la ricerca.
Allo scoppio della Seconda guerra mondiale ritornò definitivamente negli Stati Uniti e lavorò come consulente. Nel 1940 divenne presidente della fondazione Funk per la ricerca medica. Morì ad Albany nello stato di New York nel 1967.

## Teorie
L'olandese Christiaan Eijkman (premio Nobel per la medicina nel 1929) aveva riscontrato che la pula di riso era in grado di prevenire e curare il beriberi, malattia tipica delle popolazioni dell'Estremo Oriente la cui alimentazione era basata quasi esclusivamente sul riso brillato. Dedusse quindi che la pula doveva contenere una sostanza anti-beriberi, che ritenne essere una proteina o un sale minerale o una specie di antidoto.
Partendo da questa osservazione, Funk approfondì le ricerche su questa sostanza (poi chiamata vitamina B1, o tiamina), trovando che essa contiene un gruppo amminico (azoto basico), per cui pensò che tutte le altre sostanze dello stesso tipo avessero composizione analoga e perciò le chiamò amine della vita o, più brevemente, vitamine .
In seguito fu dimostrato che tale supposizione era errata, ma il nome, suggestivo, è rimasto. Funk infatti non isolò la vitamina B1 ma acido nicotinico, la niacina o vitamina B3. Esso non ebbe nessun effetto sulla beriberi ma si mostrò efficiente per la cura della pellagra.
Funk riassunse i suoi studi e le sue ricerche in Vitamine, il loro significato per la fisiologia e la patologia (1922).